# Andreas Johann Persode de Dommangeville
Andreas Johann Persode de Dommangeville (* 1684 in Metz; † 11. September 1757 in Königsberg) war ein preußischer Generalmajor, Chef des Infanterieregiments Nr. 33 und Amtshauptmann zu Ragnit.

## Leben

### Herkunft
Er stammte aus Lothringen und war als Kind mit seiner hugenottischen Familie nach dem Erlass des Edikts von Potsdam nach Berlin gekommen. Sein Vater war Louis Persode († 1701), Advokat am Parlement de Paris und Erbherr auf Hoquencourt. Die Mutter hieß Susanne (* 1653, † 1711 in Berlin).

### Militärlaufbahn
Im Jahr 1699 trat Persode als Fahnenjunker ins Regiment Kurmärkische Füsiliergarde ein und nahm im Spanischen Erbfolgekrieg an den Belagerungen von Kaiserswerth und Bonn sowie an den Schlachten von Oudenaarde und Malplaquet teil, ab 1704 als Fähnrich im Infanterieregiment Alt-Dönhoff. Dort wurde er am 17. November 1708 Hauptmann, am 10. Juli 1713 Major, am 2. Mai 1722 Oberstleutnant und am 9. Juli 1729 Oberst und Kommandeur.
Am 12. August 1736 erhielt die Amtsmannschaft von Ragnit, die er 1739 wieder abgab.
Im Jahr 1739 wurde er Chef des Garnisonregiments „Arbaud“. König Friedrich II gab 1740 ihm das neuerrichtete Füselierregiment Nr. 40, das aus Teilen des Garnisonregiments errichtet wurde. 1741 erfolgte seine Ernennung zum Generalmajor, aber schon im Jahr 1743 erhielt er seine Entlassung mit einer Pension.
Er kämpfte im Spanischen Erbfolgekrieg, im Pommernfeldzug 1715/16 sowie im Ersten Schlesischen Krieg.

### Familie
Persode war zweimal verheiratet und hatte mit seiner ersten Frau, Luise Elisabeth Maillette de Buy (1688–1734) drei Söhne, von denen einer schwachsinnig war, und zwei Töchter. Für letztere sorgte König Friedrich Wilhelm I. durch Aufnahme in die Damenstifte Halle bzw. im Stift Paradies zu Soest. Von den beiden verbliebenen Söhnen, nahm der erste seinen Abschied als Fähnrich, der zweite fiel als Major im Dragonerregiment „von Schorlemmer“ in der Schlacht bei Groß-Jägersdorf. Persodes zweite Frau war Baroness Elisabeth Marie von Schröter, verwitwete von Schlieben-Dombrowken (* 1703). Von ihr ist bekannt, dass sie 1773 unter traurigen Umständen lebte und daher von Friedrich II. eine Pension 200 Talern erhielt.